# جوستين هينين
جوستين هينين (بالفرنسية: Justine Henin) لاعبة كرة المضرب البلجيكية. ولدت في 1 يونيو 1982. تلعب باليد اليمنى وتسدد الضربات الخلفية بيد واحدة. أحرزت سبعة القاب كبرى وهي :
- بطولة فرنسا المفتوحة في 2006 و2005 و2003 و2007 (متفوقة في عدد مرات الفوز المتتالي، والمسجل باسم مونيكا سيليش).
- بطولة أستراليا المفتوحة في 2004.
- بطولة أمريكا المفتوحة في 2003 و 2007.

## روابط خارجية
- جوستين هينين على موقع IMDb (الإنجليزية)
- جوستين هينين على موقع الموسوعة البريطانية (الإنجليزية)
- جوستين هينين على موقع إن إن دي بي (الإنجليزية)
- جوستين هينين على موقع رابطة محترفات التنس (الإنجليزية)
- جوستين هينين على موقع الاتحاد الدولي لكرة المضرب (الإنجليزية)
- جوستين هينين على موقع كأس بيلي جين كينغ (الإنجليزية)
- جوستين هينين على موقع قاعة مشاهير كرة المضرب الدولية (الإنجليزية)
- جوستين هينين على موقع بطولة ويمبلدون (الإنجليزية)
- جوستين هينين على موقع خلاصة التنس.كوم (الإنجليزية)
- جوستين هينين على موقع إي إس بي إن.كوم (الإنجليزية)
- جوستين هينين على موقع أوليمبيديا (الإنجليزية)